# Rachel Jarry
Rachel Jarry (Melbourne, 6 de dezembro de 1991) é uma jogadora australiana de basquete. Sua posição é a de ala.   

## Carreira
Depois de passar por alguns time da liga australiana e pelo Minnesota Lynx, franquia da WNBA, Jarry atualmente defende desde setembro de 2016 a camisa do Basket Lattes Montpellier Méditerranée Métropole Association, equipe de Lattes, no subúrbio de Montpelier, no Sul da França. 

## Seleção Australiana - Opals
Figura desde 2012 na seleção australiana, as famosas Opals, com a qual conquistou as medalhas de bronze nos Jogos Olímpicos de Londres 2012 e no Campeonato Mundial, realizado na Turquia, em 2014. 
Participou recentemente do grupo que defendeu a Austrália na Rio 2016, porém, a despeito das cinco vitórias consecutivas na fase de grupos, não obteve o êxito esperado, terminando na quinta colocação. A primeira participação da Austrália fora do pódio olímpico desde Barcelona 1992.